# Pierre Jacobé de Haut de Sigy
Pierre Jacobé de Haut de Sigy, in extenso, Pierre Marie Henri Jacobé de Haut, marquis de Sigy, est un homme politique et un industriel français né le 14 juillet 1876 à Paris et décédé le 7 juillet 1960 à Sigy (Seine-et-Marne). Les origines de la famille sont champenoises et bourguignonnes et remontent au XIIIe siècle,.

## Biographie
Fils d'Antoine de Haut, marquis de Sigy, avocat à la cour, chef du contentieux du Chemin de fer de Grande Ceinture, et de Gabrielle Pinard, originaire de Château-Thierry. 
Après des études au petit séminaire de Notre-Dame-des-Champs, à Paris, il prépare Polytechnique au lycée privé Sainte-Geneviève. Sorti sous-lieutenant d'artillerie, en 1897, il épouse en 1902, au château de Mirevent, à Pont-de-Poitte (Jura), une jeune femme issue d'une famille de maîtres de forges de vieille souche franc-comtoise, Marie-Thérèse Le Mire. Cette dernière est la fille de François Le Mire, et la petite-fille de Jules Le Mire. 
Démissionnaire de l'armée en 1905, il devient directeur puis président des Forges de Franche-Comté et président des Usines de Clouteries d'Ornans. Or, l'industrie métallurgique française est affaiblie depuis 1870, avec une concurrence lorraine terrible, et l'évolution technique qui oblige à des modernisations. Bon gestionnaire, il parvient à assumer le regain d'activité du secteur et redresser la situation industrielle, commerciale et financière de la société avant que la Première Guerre mondiale n'éclate. 
À partir de 1910, il s'engage dans la vie politique, et devient en 1913 Conseiller Général du canton de Dampierre (Jura), et sera constamment réélu.
Mobilisé dès 1914, il est capitaine d'artillerie sur le front d'Alsace, puis de l'Aisne. Or, les hostilités déclarées, les complexes industriels de la Franche-Comté furent bien évidemment pris en considération dans les stratégies respectives des puissances en présence. Pierre Jacobé de Haut de Sigy fut rappelé en 1915 par l’État-major afin qu'il reprenne la direction de la société et remette en marche les usines, l'enjeu étant d'assurer le ravitaillement en fûts de canon, en essieux, en rails, etc. Pierre Jacobé de Haut de Sigy s'acquitta de cette tâche, tout en restant volontaire au  4e régiment d'artillerie de campagne.
Après un échec au Sénat, il fut élu député du Jura pour l'arrondissement de Poligny de 1928 à 1932. Inscrit au groupe de l'Union républicaine démocratique, il fut membre de la "Commission du Travail", de la "Commission de la Marine Marchande" à partir de 1915, de la "Commission des Mines et de la Force Motrice" à partir de 1920. Il y déploya une importante activité parlementaire dans le domaine de compétence de chacune de ces commissions. Il présenta notamment plusieurs rapports sur des projets de loi relatifs aux transports ferroviaires, à la politique de l'énergie et au Code du travail et interpella le gouvernement sur les travaux effectués par l'Allemagne le long de la rive gauche du Rhin. Il intervint enfin dans des discussions budgétaires en faveur des familles nombreuses et notamment sur le caractère obligatoire des allocations familiales.
À la mort de son père, en 1933, il devient maire de Sigy de 1947 à sa mort. Après la liquidation de la Société des Forges de Franche-Comté en 1936, il devient président de la Compagnie d'Assurances "L'Abeille".
Membre de la Fédération Nationale Catholique, que présidait le Général de Castelnau, en fut conférencier.
Homme de devoir et homme discret malgré les fonctions qu'il exerça dans l'industrie et dans la politique, il refusa toute décoration. 
Il écrivit de nombreux articles de circonstance dans des journaux locaux. 
Cinq enfants sont issus de son mariage: 
- André Jean Marie Pierre Marc JACOBÉ de HAUT de SIGY 1903-1976
- Jean Noël Gabriel Marie JACOBÉ de HAUT de SIGY 1905-1993
- Paul Louis Marie JACOBÉ de HAUT de SIGY 1906-1995
- Noëlle Marie "Ambroisine" JACOBÉ de HAUT de SIGY 1908-1914, mort en bas âge
- François Jacques Nicolas Marie JACOBÉ de HAUT de SIGY 1912-1939, mort pour la France

## Sources
- « Pierre Jacobé de Haut de Sigy », dans le Dictionnaire des parlementaires français (1889-1940), sous la direction de Jean Jolly, PUF, 1960 [détail de l’édition]
- « Pierre Jacobé de Haut de Sigy » sur le site de l'Assemblée Nationale, dans la "base de données des députés français depuis 1789"
- « Les Forges de Fraisans : La métallurgie comtoise à travers les siècles Gabriel Pelletier, Impr. Chazelle, 1980, 289 p.
- « Souvenirs de famille extraits des archives de Sigy», Marie Thérèse Le Mire marquise de Haut de Sigy, Hors commerce, 1958, 89 p.